# バロック・ヴァイオリン

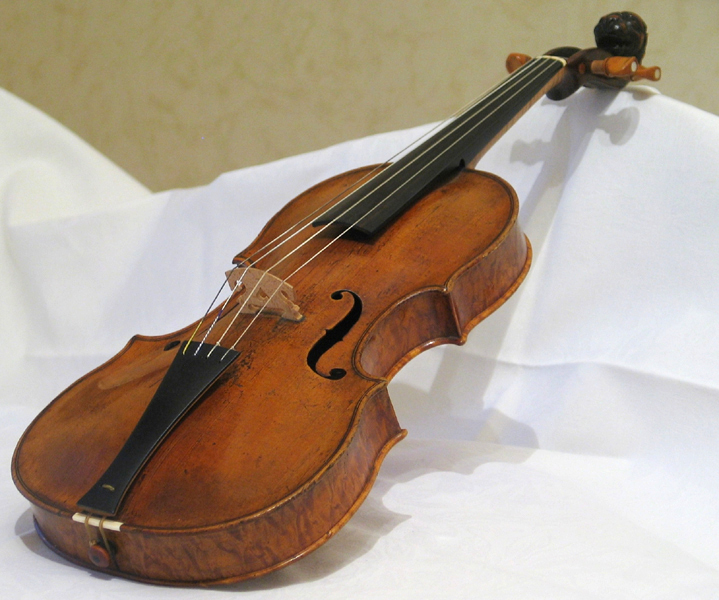
ヤーコプ・シュタイナー製作のヴァイオリン

バロック・ヴァイオリン（baroque violin）は、ネック、指板、駒、テイルピースがバロック時代の様式の特有の形状のヴァイオリン。
人により様々な定義があるものの、「バロック・ヴァイオリン」といえば、バロック時代に製作されモダン・ヴァイオリンに改造されていないもの、又は現代におけるそれらの複製、もしくは古い楽器をバロック様式に改造あるいは再改造したもののいずれかを指す。
モダン・ヴァイオリンとは、現代に製作されたヴァイオリン、もしくは現代の形状になる前の時代のヴァイオリンを、現代の形状に改造したものを指す。バロック時代に製作されたバロック・ヴァイオリンにも、その性能が大劇場、大音量といったロマン派以降の音楽文化に比較的対応可能だったために、モダン・ヴァイオリンに改造されたものも多い。アントニオ・ストラディバリの楽器などもこれに含まれる。古典派時代の形状のヴァイオリンはクラシカル・ヴァイオリンと呼ばれる。

## モダン・ヴァイオリンとの違い
モダン・ヴァイオリンと異なる点として、バスバー（胴体部分の内部に縦についている棒）が小さいこと、駒の下部が比較的薄く上部が比較的厚いこと、指板が短いこと、ネックが太いこと、アジャスターがないこと等がある。しかし、最も重要な違いは弓である。モダン・ボウ（モダン・ヴァイオリンの弓）の形状が「Σ」の字に中間部が凹んだ曲線を描く一方、バロック・ボウ（バロック・ヴァイオリンの弓）は直線形であるか、又は中間部が少し膨らんだ曲線である。これは弓の毛の張力が弱いことを意味する。
バロック時代の習慣に倣って、多くのバロック・ヴァイオリン奏者はガット弦を使用している。これにより幾分か柔らかい響きの素朴な音色となり、アンサンブルにおいて他の楽器と調和しやすい。近年は、顎当と肩当を装着する奏者も増えつつあるが、ほとんどのバロック・ヴァイオリン奏者は、バロック時代にはまだ発明されていなかった、顎当や肩当を附けずに演奏する。モダン・ヴァイオリンの演奏においては、顎当や肩当により楽器をしっかりと固定するが、それがないことで、自由度が高く緊張のない自然な体勢をとることができる。バロック・ヴァイオリンは、モダン・ヴァイオリンより前方に位置することになり弦は鎖骨と垂直に延びる。これは演奏者の弓を持つ手の位置にも大きな影響を及ぼし、モダン・ヴァイオリンでは困難であったり、比較的不自然であったりするアーティキュレーションも容易になる。

## バロック・ヴァイオリン奏者
- フランツ・ヨーゼフ・マイヤー
- マリー・レオンハルト
- アリス・アーノンクール
- ジーン・ラモン（ジャンヌ・ラモン）
- ヤープ・シュレーダー
- シギスヴァルト・クイケン
- モニカ・ハジェット
- サイモン・スタンデイジ
- ラインハルト・ゲーベル
- ファビオ・ビオンディ
- エンリコ・オノフリ
- アンドルー・マンゼ
- レイチェル・ポッジャー
- ロイ・グッドマン
- パトリック・ビスマス
- ジュリアーノ・カルミニョーラ
- エレーヌ・シュミット
- マルク・デストリュベ
- パウル・エレラ
- 小野萬里
- 寺神戸亮
- 戸田薫
- 若松夏美
- ヒロ・クロサキ
- 高田あずみ
- 山縣さゆり
- 桐山建志
- 赤津眞言
- 高橋未希
- 小池まどか
- 岡田淳
- 中山裕一
- 平崎真弓
- 佐藤俊介